# Devotional Tour
A Devotional Tour a Depeche Mode brit szintipop együttes 1993-as, a Songs of Faith and Devotion című albuma népszerűsítésére indított turné.

## Részletek
A turné 1993. május 19-én indult Lille-ben egy európai szakasszal, majd Észak-Amerikában folytatódott, mielőtt visszatértek volna egy 5 alkalmas etapra, hogy végül Londonban zárják a turnét december 20-án.
Július 27-i koncertjük alkalmával 1988 után most járt először (és 2001-ig utoljára) hazánkban az együttes, ugyanis a World Violation Tour nem érintette Kelet-Európát.

## Koncertfelvételek
Az első európai turné során 3 koncertet vettek fel az Anton Corbijn rendezte Devotional című filmhez.
- július 17. Barcelona
- július 21. Frankfurt
- július 29. Liévin

Végül Liévin adta a hanganyagot, de a videóban a másik 2 koncerten felvett klipeket is felhasználtak.
A Condemnation kislemezen szereplő 5 "live" számot június 4-én vették fel Milánóban.
A Songs of Faith and Devotion Live élő albumhoz a liévini hanganyagot használták fel, de emellett még 2 szám hiányzott, amelyek nem szerepeltek Liévinben:
- A "Get Right With Me"-t május 27-én vették fel Koppenhágában
- A "One Caress" kicsit bonyolultabb:
  - A SOFAD live hivatalos borítóján október 8 - New Orleans szerepel
  - míg Steve Lyon (a hanganyag keverője) állítja hogy a houstoni koncertek egyikén (október 10 és 11) lett felvéve
    - az október 10-én megerősítetten nem a "One Caress", hanem annak egyik váltója a "Death's Door" szerepelt
    - október 11-ről pedig közönségfelvétel sincs, mint ahogyan New Orleansból sem, így a jelenleg nem tudjuk megállapítani a felvétel származási helyét

Ezen kívül még egy koncertelvétel kering, a szintén Steve Lyon által kevert július 31-i londoni koncert. Ezt csak részben adták le a BBC-n, a leadott számokat pedig cenzúrázva Dave káromkodásaitól. Utólag megállapítást nyert, hogy a felvételben van egy "kis ráerősítés" a két nappal korábbi liévini koncertről.

## A turné dallistája
1. "Higher Love"
2. "Policy of Truth"
3. "World in My Eyes"
4. "Walking in My Shoes"
5. "Behind the Wheel"
6. "Halo"
7. "Stripped"
8. "Condemnation"
9. (*)
  - "Judas"
  - "A Question of Lust"
10. (*)
  - "Death's Door"
  - "One Caress"
11. .
  - "Get Right with Me"
  - "Mercy in You"
12. "I Feel You"
13. "Never Let Me Down Again"
14. "Rush"
15. "In Your Room"
1. ráadás
16. "Personal Jesus"
17. "Enjoy the Silence"
2.  ráadás
18. .
  - "Fly on the Windscreen"
  - "Somebody" (*)
19. "Everything Counts"

Megjegyzések:
- A (*) a Martin Gore által éneket számokat jelenti.
- Mindössze egy alkalommal, május 25-én a "Something to Do" szerepelt a második ráadás első dalaként a 18. helyen.
- Október 10-én New Orleans-ban Dave szívrohama miatt az In Your Room után a Death's Door következett Martin előadásában, majd a koncert véget ért.
- A "Somebody" a turné végén került be a forgásba, részben azárt, hogy kíméljék Dave hangját.
- A 2. ráadás összessen 10 alkalmmal maradt el
  - Először Rómában, mivel Dave összetűzésbe keveredett a közönség egy részével a "Behind the Wheel" alatt
  - Egyszer New Orleansban (az elsővel együtt) a fentebb leírtak miatt
  - 8 másik alkalommal pedig feltehetően Dave hangjának kímélése érdekében
    - Nancy, Köln, Brugge, Montreal, Milwaukee, Cleveland, Minneapolis, San Diego

## A turné állomásai
| Dátum                      | Város               | Ország              | Helyszín                              |
| 1. szakasz - Európa        | 1. szakasz - Európa | 1. szakasz - Európa | 1. szakasz - Európa                   |
| -------------------------- | ------------------- | ------------------- | ------------------------------------- |
| 19 May 1993                | Lille               | France              | Salle Espace Foire                    |
| 21 May 1993                | Zürich              | Switzerland         | Hallenstadion                         |
| 24 May 1993                | Brussels            | Belgium             | Forest National                       |
| 25 May 1993                | Brussels            | Belgium             | Forest National                       |
| 27 May 1993                | Copenhagen          | Denmark             | Forum Copenhagen                      |
| 28 May 1993                | Gothenburg          | Sweden              | Scandinavium                          |
| 29 May 1993                | Stockholm           | Sweden              | Stockholm Globe Arena                 |
| 31 May 1993                | Garbsen             | Germany             | Sportpark Garbsen                     |
| 1 June 1993                | Rotterdam           | Netherlands         | Rotterdam Ahoy                        |
| 3 June 1993                | Lausanne            | Switzerland         | Patinoire de Malley                   |
| 4 June 1993                | Assago              | Italy               | Forum di Assago                       |
| 7 June 1993                | Rome                | Italy               | PalaEur                               |
| 8 June 1993                | Florence            | Italy               | Palazzetto dello sport di Firenze     |
| 10 June 1993               | Nancy               | France              | Zénith de Nancy                       |
| 11 June 1993               | Nuremberg           | Germany             | Frankenhalle                          |
| 12 June 1993               | Mannheim            | Germany             | Maimarkthalle                         |
| 14 June 1993               | Dortmund            | Germany             | Westfalenhallen                       |
| 15 June 1993               | Dortmund            | Germany             | Westfalenhallen                       |
| 16 June 1993               | Berlin              | Germany             | Waldbühne                             |
| 18 June 1993               | Prague              | Czech Republic      | Letná Stadium                         |
| 19 June 1993               | Leipzig             | Germany             | Leipziger Festwiese                   |
| 21 June 1993               | Munich              | Germany             | Olympiahalle                          |
| 23 June 1993               | Vienna              | Austria             | Wiener Stadthalle                     |
| 25 June 1993               | Stuttgart           | Germany             | Hanns-Martin-Schleyer-Halle           |
| 26 June 1993               | Lyon                | France              | Halle Tony Garnier                    |
| 29 June 1993               | Paris               | France              | Palais Omnisports de Paris-Bercy      |
| 30 June 1993               | Paris               | France              | Palais Omnisports de Paris-Bercy      |
| 3 July 1993                | Brest               | France              | Parc des expositions de la Penfeld    |
| 5 July 1993                | Bordeaux            | France              | Patinoire de Mériadeck                |
| 7 July 1993                | Toulon              | France              | Zénith Oméga de Toulon                |
| 10 July 1993               | Porto               | Portugal            | Estádio do Futebol Clube do Porto     |
| 11 July 1993               | Lisbon              | Portugal            | Estádio José Alvalade                 |
| 13 July 1993               | Pontevedra          | Spain               | Estadio Municipal de Pasarón          |
| 15 July 1993               | Madrid              | Spain               | Plaza de Toros de Las Ventas          |
| 17 July 1993               | Barcelona           | Spain               | Palau Sant Jordi                      |
| 21 July 1993               | Frankfurt           | Germany             | Festhalle Frankfurt                   |
| 22 July 1993               | Cologne             | Germany             | Sporthalle Köln                       |
| 24 July 1993               | Zeebrugge           | Belgium             | Belgische Kust                        |
| 27 July 1993               | Budapest            | Hungary             | Hidegkuti Nándor Stadium              |
| 29 July 1993               | Liévin              | France              | Stade Couvert Régional                |
| 31 July 1993               | London              | England             | Crystal Palace Athletics Stadium      |
| 2. szakasz - Észak-Amerika |                     |                     |                                       |
| 7 September 1993           | Quebec City         | Canada              | Colisée de Québec                     |
| 8 September 1993           | Montreal            | Canada              | Montreal Forum                        |
| 10 September 1993          | Worcester           | United States       | Worcester Centrum                     |
| 12 September 1993          | Landover            | United States       | USAir Arena                           |
| 14 September 1993          | Hamilton            | Canada              | Copps Coliseum                        |
| 15 September 1993          | Toronto             | Canada              | SkyDome                               |
| 17 September 1993          | Pittsburgh          | United States       | Civic Arena                           |
| 18 September 1993          | Philadelphia        | United States       | The Spectrum                          |
| 21 September 1993          | East Rutherford     | United States       | Brendan Byrne Arena                   |
| 23 September 1993          | New York City       | United States       | Madison Square Garden                 |
| 24 September 1993          | New York City       | United States       | Madison Square Garden                 |
| 25 September 1993          | Uniondale           | United States       | Nassau Veterans Memorial Coliseum     |
| 27 September 1993          | Hampton             | United States       | Hampton Coliseum                      |
| 28 September 1993          | Chapel Hill         | United States       | Dean Smith Center                     |
| 29 September 1993          | Atlanta             | United States       | Omni Coliseum                         |
| 1 October 1993             | Gainesville         | United States       | O'Connell Center                      |
| 2 October 1993             | Miami               | United States       | Miami Arena                           |
| 3 October 1993             | St. Petersburg      | United States       | Florida Suncoast Dome                 |
| 5 October 1993             | Orlando             | United States       | Orlando Arena                         |
| 8 October 1993             | New Orleans         | United States       | Lakefront Arena                       |
| 10 October 1993            | Houston             | United States       | The Summit                            |
| 11 October 1993            | Houston             | United States       | The Summit                            |
| 13 October 1993            | Dallas              | United States       | Reunion Arena                         |
| 14 October 1993            | Dallas              | United States       | Reunion Arena                         |
| 15 October 1993            | Austin              | United States       | Frank Erwin Center                    |
| 17 October 1993            | St. Louis           | United States       | St. Louis Arena                       |
| 20 October 1993            | Champaign           | United States       | Assembly Hall                         |
| 22 October 1993            | Auburn Hills        | United States       | The Palace of Auburn Hills            |
| 23 October 1993            | Auburn Hills        | United States       | The Palace of Auburn Hills            |
| 26 October 1993            | Richfield Township  | United States       | Coliseum at Richfield                 |
| 28 October 1993            | Rosemont            | United States       | Rosemont Horizon                      |
| 29 October 1993            | Rosemont            | United States       | Rosemont Horizon                      |
| 30 October 1993            | Minneapolis         | United States       | Target Center                         |
| 2 November 1993            | Denver              | United States       | McNichols Sports Arena                |
| 4 November 1993            | Salt Lake City      | United States       | Delta Center                          |
| 6 November 1993            | Vancouver           | Canada              | Pacific Coliseum                      |
| 7 November 1993            | Seattle             | United States       | Seattle Center Coliseum               |
| 8 November 1993            | Portland            | United States       | Memorial Coliseum                     |
| 12 November 1993           | San Jose            | United States       | San Jose Arena                        |
| 13 November 1993           | Oakland             | United States       | Oakland–Alameda County Coliseum Arena |
| 14 November 1993           | Sacramento          | United States       | ARCO Arena                            |
| 16 November 1993           | San Diego           | United States       | San Diego Sports Arena                |
| 18 November 1993           | Phoenix             | United States       | Arizona Veterans Memorial Coliseum    |
| 20 November 1993           | Inglewood           | United States       | Great Western Forum                   |
| 21 November 1993           | Inglewood           | United States       | Great Western Forum                   |
| 23 November 1993           | Inglewood           | United States       | Great Western Forum                   |
| 24 November 1993           | Inglewood           | United States       | Great Western Forum                   |
| 26 November 1993           | Inglewood           | United States       | Great Western Forum                   |
| 2 December 1993            | Mexico City         | Mexico              | Palacio de los Deportes               |
| 3 December 1993            | Mexico City         | Mexico              | Palacio de los Deportes               |
| 3. szakasz - Európa        |                     |                     |                                       |
| 12 December 1993           | Dublin              | Ireland             | Point Theatre                         |
| 14 December 1993           | Birmingham          | England             | NEC Arena                             |
| 17 December 1993           | Manchester          | England             | Greater Manchester Exhibition Centre  |
| 18 December 1993           | Sheffield           | England             | Sheffield Arena                       |
| 20 December 1993           | London              | England             | Wembley Arena                         |

## A Depeche Mode tagjai 1993-ban
- Dave Gahan - vokál
- Martin Gore - billentyű, gitár, háttérvokál, vokál (*)-gal jelölve
- Andrew Fletcher - billentyű
- Alan Wilder - billentyű, dob, háttérvokál

## Problémák a turné alatt

### Előzmények
1988-ban miután a Depeche Mode leadta a Music for the Masses Tour utolsó koncertjét a pasadenai Rose Bowl-ban több mint 60.000 ember előtt, a 101 című filmnek köszönhetően villámgyorsan világhírűvé váltak. A hirtelen jött siker nagy nyomást helyezett a tagokra, így nem csoda, hogy az 1990-es World Violation Tour alatt Gahan már súlyos drog, Gore pedig súlyos alkoholfüggő.

### 1993-ban
Ekkoriban Gahanék már minden tekintetben önpusztító életmódot éltek. Koncertek után Dave azonnal a szobájára ment belőni magát, Gore pedig alkoholizálni. Martin Gore elmondása szerint egy alkalommal 13 óra leforgása alatt 67 sört fogyaztott el. Nem tett jót Dave-nek a Depeche Mode sajtósával, Theresa Conroy-jal való kapcsolata sem, aki méginkább támogatta drogos életvitelét. Ekkoriban romlott meg a tagok kapcsolata, ami Alan Wilder 1995-ös kilépéséhez vezetett.

#### New Orleansban
1993. október 8., New Orleans
Az In Your Room vége felé Dave szívrohamot kap és elhagyja a színpadot. Martin még egy számot, ironikus módon éppen a Death's Door-t (A Halál Ajtajában) még elénekel. A koncertet természetesen esélytelen folytatni. Dave-t azonnal kórházba viszik ahol az orvosok meg tuják menteni az életét.
Dave később így nyilatkozott:
"Az utolsó szám alatt volt. Semmit sem hallottam, ezért lejöttem a színpadról. Tudtam hogy valami történik, nem kaptam levegőt. A többiek mondták, hogy ráadást kéne adni, ezért Martin és Alan úgy döntöttek visszamennek, de az egyetlen szám amit hirtelenjében elő tudtak adni a Death's Door volt"

#### New Orleans után
Az orvosok azt javasolták Dave-nek hogy inkább ülve énekeljen, aki ezt nem volt hajlandó megtanni a közönségükkel, ezért lemondtak 1(!) koncertet, majd minden a régi módon folytatódott.

### Az Exotic szakasz (1994)
A drasztikusan kicserélt setlist miatt külön turnénak számító, de tulajdonképpen a Devotional Tour folytatásaként szolgáló további 60 koncert az Exotic Tour. Mint utóbb el is ismerték, az Exotic leg igencsak a pénzszerzést szolgálta, ugyanis hiába 96 nagysikerű koncert, a felelőtlen életmód (nők, drog, alkohol) miatt nem sok bevételre tettek szert 1993-ban. Ez természetesen tovább rontott a helyzeten, ami odáig vezetett hogy Andy Fletcher idegösszeomlást kapott a turné vége előtt, ezért hazautazott családjához rehabilitációra. Április 4-től Daryl Bamonte vette át a billentyűket. Az Exotic végül pezsgőbontással ért véget július 7-én Indianapolisban.

### 1995-96
A Devotional Tour már rég véget ért, de nem maradt következmények nélkül az együttesre.

#### Alan kilépése
Az együttes 1995-re még rosszabb helyzetbe került, amikor is Alan Wilder 1995. június 1-jén bejelentette, hogy kilép a Depeche Mode-ból. A helyzetet jól jellemzi az, hogy miután az együttes nem tudott semmilyen módon kommunikálni a világ elől Los Angelesbe menekülő Dave Gahannel, végül faxon kellett közölni az énekessel Alan kilépését.

#### Dave öngyilkossági kísérlete
Dave Gahan 1995 augusztusában öngyilkosságot kísérelt meg Los Angelesben, miután felvágta ereit egy borotvapengével. Az időben kiérkező mentősök ismét meg tudták menteni Gahan életét, ekkoriban kapta a "Macska" becenevet. Később "segélykiáltásként" írta le az esetet.

#### Drogtúladagolás
1996-ban Dave Gahan túladagolta magát speedballal (kokain és heroin keveréke) a Los Angelesi Sunset Marquisban. Miután ismét megmentették az életét, erőszakkal bevitték elvonóra (a másik opció a börtön lett volna), ahol végül nagy nehézségek árán sikerrel leszokott.

## Fordítás
Ez a szócikk részben vagy egészben  a   Devotional Tour című angol Wikipédia-szócikk fordításán alapul.  Az eredeti cikk szerkesztőit annak laptörténete sorolja fel. Ez a jelzés csupán a megfogalmazás eredetét és a szerzői jogokat jelzi, nem szolgál a cikkben szereplő információk forrásmegjelöléseként.